# Гижицко
Гижицко (пољ. Giżycko) град је у Пољској у Војводству варминско-мазурском. По подацима из 2012. године број становника у месту је био 30 096.
.

## Становништво
| 2012.  |
| ------ |
| 30 096 |

## Партнерски градови
- Нојминстер
- Руда Шлеска
- Тракај